# Haroldiella rapaensis
Haroldiella rapaensis är en nässelväxtart som beskrevs av Florence. Haroldiella rapaensis ingår i släktet Haroldiella och familjen nässelväxter. Inga underarter finns listade i Catalogue of Life.